# توماس کرنمر
توماس کرنمر (انگلیسی: Thomas Cranmer؛ زاده ۲ ژوئیهٔ ۱۴۸۹ درگذشته ۲۱ مارس ۱۵۵۶) یک اسقف اهل انگلستان معاصر هنری هشتم پادشاه انگلستان بود. سراسقف کرانمر در سال ۱۵۳۳ طلاق هنری با کاترین آراگن را انجام داد.